# Tithoes maculatus
Tithoes maculatus es una especie de escarabajo longicornio del género Tithoes, categorizada en la tribu Acanthophorini, de la subfamilia Prioninae. Fue descrita por Fabricius en 1793.
El período de actividad en ejemplares adultos se presenta regularmente en enero, mayo, julio y diciembre.

## Descripción
Mide 45-75 mm de longitud.

## Distribución
Se distribuye por África: Camerún, Costa de Marfil, Gabón, Guinea, Guinea-Bisáu, Malí, Níger, República Centroafricana, Senegal, Sudán, Togo y Chad.